# Micrelephas mesodonta
Micrelephas mesodonta là một loài bướm đêm trong họ Crambidae.